# Anette Abrahamsson
Annette Abrahamsson (Norrköping, 1954) è una pittrice e insegnante svedese educata alla "Royal Danish Academy for the fine arts" di Copenaghen (Danimarca), dove attualmente insegna e vive.
La sua arte è stata definita come punto di riferimento del post pop formalisme (post pop formalism), dalla teoria formale da lei ideata sul solco dell'eredità europea di Andy Warhol.
Tra le varie esposizioni (anche in Danimarca, Islanda, Finlandia, Germania)  ricordiamo nel 2002 alla Galleri Tom Christoffersen  a Copenaghen e sempre a Copenaghen al Kunsthal Charlottenborg. Alcune sue opere sono esposte al  Kunstmuseum di Horsens. Ha partecipato inoltre al Sharjah Art Museum ad una mostra organizzata dalla Nomad Academy (Danimarca - Emirati Arabi Uniti).
Già nel 1982 Else Marie Bukdhal ne pubblicò un elenco di opere nel libro Maktens demoni och den tysta naturen.
Sulla vita di questa artista è stato girato il film Five Pairs of Shoes.
Oltre all'attività pittorica si è dedicata all'insegnamento in accademie danesi e svedesi.